# 진실 (1994년 영화)
진실(영어: Death and the Maiden)은 1994년 로만 폴란스키 감독의 영화이다. 아리엘 도르프만의 희곡인 죽음과 소녀를 원작으로 하고 있다.

## 출연
- 시고니 위버 - 폴리나
- 벤 킹슬리 - 미란다 박사
- 스튜어트 윌슨 - 제랄도

## 한국어 더빙 성우진(SBS)
- 손정아 - 폴리나 (시고니 위버)
- 설영범 - 제랄도 (스튜어트 윌슨)
- 장광 - 미란다 박사 (벤 킹슬리)
- 이근욱
- 최옥희
- 김혜경
- 이병식